# Schweizer Meisterschaften im Skilanglauf 1995
Die Schweizer Meisterschaften im Skilanglauf 1995 fanden vom 17. bis 26. Februar 1995 und am 1. und 2. April 1995 im Sörenberg statt. Ausgetragen wurden bei den Männern die Distanzen 10 km, 30 km und 50 km, sowie ein Verfolgungsrennen und die 4 × 10 km Staffel. Bei den Frauen fanden die Distanzen 5 km, 15 km und 30 km, sowie ein Verfolgungsrennen und die 4 × 5 km Staffel statt. Bei den Männern gewann Markus Hasler über 10 km, 30 km und das Verfolgungsrennen. Zudem siegte André Jungen über 50 km und wie im Vorjahr die Staffel von SC Marbach. Bei den Frauen gewann Sylvia Honegger über 5 km, 15 km und 30 km, sowie mit der Staffel von SC Am Bachtel. Beim Verfolgungsrennen wurde Brigitte Albrecht Erste.

## Männer

### 10 km klassisch
| Platz | Name              | Verein                               | Zeit (min) |
| ----- | ----------------- | ------------------------------------ | ---------- |
| 01    | Markus Hasler     | Unterländer Wintersportverein Eschen | 29:30,4    |
| 02    | Patrick Mächler   | SC Davos                             | 29:52,1    |
| 03    | Marc Grünenfelder | SC Lischana Scuol                    | 30:12,9    |
| 04    | Dominik Walpen    | Reckingen                            | 30:14,1    |
| 05    | Patrick Rölli     | SC Horw                              | 30:17,0    |
| 06    | Men Rauch         | SC Lischana Scuol                    | 30:23,2    |
| 07    | Jeremias Wigger   | SC Entlebuch                         | 30:34,4    |
| 08    | Jürg Hafner       | Ulrichen                             | 30:57,6    |
| 09    | Urs Bichler       | SC Einsiedeln                        | 30:59,1    |
| 10    | Daniel Emmenegger | Flühli                               | 31:17,2    |

Datum: Samstag, 18. Februar 1995 im Sörenberg

Es gewann der Liechtensteiner Markus Hasler mit 21,7 Sekunden Vorsprung auf Patrick Mächler und Marc Grünenfelder. Der Vorjahressieger Jeremias Wigger wurde Siebter. Das Ergebnis dieses Rennen zählte für das Verfolgungsrennen am folgenden Tag.

### 15 km Freistil Verfolgung
| Platz | Name              | Verein                               | Zeit (min) |
| ----- | ----------------- | ------------------------------------ | ---------- |
| 01    | Markus Hasler     | Unterländer Wintersportverein Eschen | 40:29,7    |
| 02    | Patrick Mächler   | SC Davos                             | 42:08,2    |
| 03    | Jeremias Wigger   | SC Entlebuch                         | 42:32,6    |
| 04    | Men Rauch         | SC Lischana Scuol                    | 42:33,6    |
| 05    | Patrick Rölli     | SC Horw                              | 43:15,3    |
| 06    | Urs Bichler       | SC Einsiedeln                        | 43:17,1    |
| 07    | Marc Grünenfelder | SC Lischana Scuol                    | 43:36,5    |
| 08    | Stephan Kunz      | Triesen                              | 43:38,8    |
| 09    | Edgar Brunner     | SC Horw                              | 43:47,6    |
| 10    | Isidor Haas       | SC Marbach                           | 43:57,7    |

Datum: Sonntag, 19. Februar 1995 im Sörenberg

Wie am Vortag siegte Markus Hasler vor Patrick Mächler. Der Vorjahressieger Jeremias Wigger verbesserte sich von Platz sieben auf Platz drei.

### 30 km klassisch
| Platz | Name               | Verein                               | Zeit (std) |
| ----- | ------------------ | ------------------------------------ | ---------- |
| 01    | Markus Hasler      | Unterländer Wintersportverein Eschen | 1:28:27,6  |
| 02    | Jeremias Wigger    | SC Entlebuch                         | 1:31:35,2  |
| 03    | Tauf Chamitow      | Torre                                | 1:32:30,8  |
| 04    | Lukas Kalbermatten | Blatten                              | 1:33:18,2  |
| 05    | Edgar Brunner      | SC Horw                              | 1:33:34,7  |
| 06    | Wilhelm Aschwanden | SC Marbach                           | 1:33:36,2  |
| 07    | Dominik Walpen     | Reckingen                            | 1:35:09,9  |
| 08    | Jürg Hagner        | Ulrichen                             | 1:35:21,2  |
| 09    | Urs Bichler        | SC Einsiedeln                        | 1:36:04,7  |
| 10    | Emil Baumann       | SC Einsiedeln                        | 1:36:09,4  |

Datum: Freitag, 24. Februar 1995 im Sörenberg

Wie über 10 km und in der Verfolgung gewann erneut Markus Hasler, diesmal mit drei Minuten und sieben Sekunden Vorsprung auf dem Vorjahressieger Jeremias Wigger. Es waren 70 Läufer am Start, von denen 57 ins Ziel kamen.

### 50 km Freistil
| Platz | Name                | Verein                   | Zeit (std) |
| ----- | ------------------- | ------------------------ | ---------- |
| 01    | André Jungen        | SC Adelboden             | 2:36:31    |
| 02    | Men Rauch           | SC Lischana Scuol        | 2:37:03    |
| 03    | Gilles Berney       | Le Brassus               | 2:37:48    |
| 04    | Patrick Mächler     | SC Davos                 | 2:38:40    |
| 05    | Markus Segessenmann | Grantrisch               | 2:39:44    |
| 06    | Stephan Kunz        | Bern                     | 2:40:02    |
| 07    | Jürg Benninger      | Splügen                  | 2:40:25    |
| 08    | André Rey           | Grenzwachtkorps Ulrichen | 2:41:12    |
| 09    | Jeremias Wigger     | SC Entlebuch             | 2:41:17    |
| 10    | Lukas Stoffel       | Bern                     | 2:41:23    |

Datum: Sonntag, 2. April 1995 im Sörenberg

Mit 32 Sekunden Vorsprung auf Men Rauch gewann der Adelbodener André Jungen und holte damit seinen dritten Meistertitel. Der Vorjahressieger Jeremias Wigger wurde Neunter.

### 4 × 10 km Staffel
| Platz | Namen                                                   | Verein            | Zeit (std) |
| ----- | ------------------------------------------------------- | ----------------- | ---------- |
| 01    | Beat Koch Erwin Lauber Isidor Haas Wilhelm Aschwanden   | SC Marbach        | 2:00:09,1  |
| 02    | Urs Schmidig Urs König Stephan Kunz Toni Dinkel         | SAS Bern          | 2:01:47,8  |
| 03    | Marc Grünenfelder Armon Steiner Mario Riatsch Men Rauch | SC Lischana Scuol | 2:03:54,5  |
| 04    |                                                         | SC Obergoms       | 2:04:08,8  |
| 05    |                                                         | SC Einsiedeln     | 2:04:30,4  |

Datum: Sonntag, 26. Februar 1995 im Sörenberg

Es nahmen 21 Staffeln teil.

## Frauen

### 5 km klassisch
| Platz | Name                    | Verein            | Zeit (min) |
| ----- | ----------------------- | ----------------- | ---------- |
| 01    | Anita Moen Guidon       | Norwegen          | 15:14,5    |
| 02    | Sylvia Honegger         | Wald ZH           | 15:54,0    |
| 03    | Andrea Huber            | Alpina St. Moritz | 16:33,4    |
| 04    | Jasmin Baumann          | SC Davos          | 16:33,5    |
| 05    | Brigitte Albrecht       | Lax               | 16:41,9    |
| 06    | Brigitte Witschi-Wenger | Steffisburg       | 16:47,7    |
| 07    | Christine Mettler       | Schwellbrunn      | 16:50,7    |
| 08    | Franziska Unternährer   | SC Marbach        | 16:56,7    |
| 09    | Nadja Scaruffi          | SC Davos          | 17:00,6    |
| 010   | Nathalie Kessler        | SC Galgenen       | 17:14,0    |

Datum: Freitag, 17. Februar 1995 im Sörenberg

Zum Auftakt dieser Meisterschaften gewann Sylvia Honegger ihren 14. Meistertitel vor Andreas Huber, die damit Juniorenmeisterin wurde. Die schnellste Läuferin dieses Rennens Anita Moen Guidon startete als Norwegerin außer Konkurrenz und erhielt keine Medaille. Das Ergebnis dieses Rennen zählte für das Verfolgungsrennen am folgenden Tag.

### 10 km Freistil Verfolgung
| Platz | Name                    | Verein            | Zeit (min) |
| ----- | ----------------------- | ----------------- | ---------- |
| 01    | Brigitte Albrecht       | Lax               | 33:03,2    |
| 02    | Jasmin Baumann          | SC Davos          | 34:00,2    |
| 03    | Sylvia Honegger         | Wald ZH           | 34:26,4    |
| 04    | Andrea Huber            | Alpina St. Moritz | 34:47,5    |
| 05    | Nadja Scaruffi          | SC Davos          | 35:02,6    |
| 06    | Aita Rauch              | SC Lischana Scuol | 35:37,5    |
| 07    | Ursina Rauch            | SC Lischana Scuol | 35:40,8    |
| 08    | Christine Mettler       | Schwellbrunn      | 35:46,4    |
| 08    | Brigitte Witschi-Wenger | Steffisburg       | 35:46,4    |
| 010   | Nathalie Kessler        | SC Galgenen       | 35:48,2    |

Datum: Samstag, 18. Februar 1995 im Sörenberg

Nach vier Bronze und sieben Silbermedaillen aus den Vorjahren, holte Brigitte Albrecht ihren ersten Schweizer Meistertitel vor Jasmin Baumann und Sylvia Honegger, die ihr erstes Rennen nach drei Jahren bei Schweizer Meisterschaften nicht gewann.

### 15 km klassisch
| Platz | Name                    | Verein        | Zeit (min) |
| ----- | ----------------------- | ------------- | ---------- |
| 01    | Trude Dybendahl         | Norwegen      | 47:51,7    |
| 02    | Sylvia Honegger         | Wald ZH       | 49:54,5    |
| 03    | Tuulikki Pyykkönen      | Finnland      | 49:59,6    |
| 04    | Brigitte Albrecht       | Lax           | 50:04,0    |
| 05    | Jasmin Baumann          | SC Davos      | 50:39,2    |
| 06    | Nadja Scaruffi          | SC Davos      | 51:51,1    |
| 07    | Susanne Bösch           | SC Horw       | 52:45,4    |
| 08    | Selina Bischoff         | SC Rätia Chur | 53:05,3    |
| 09    | Brigitte Witschi-Wenger | Steffisburg   | 53:06,8    |
| 010   | Christine Mettler       | Schwellbrunn  | 53:14,8    |

Datum: Samstag, 25. Februar 1995 im Sörenberg

Honegger gewann als Zweitplatzierte ihren 15. Einzeltitel. Die erstplatzierte Trude Dybendahl und die drittplatzierte Tuulikki Pyykkönen liefen als ausländische Teilnehmer außer Konkurrenz und erhielten keine Medaillen.

### 30 km Freistil
| Platz | Name                  | Verein        | Zeit (std) |
| ----- | --------------------- | ------------- | ---------- |
| 01    | Sylvia Honegger       | Wald ZH       | 1:33:45,5  |
| 02    | Christine Mettler     | Schwellbrunn  | 1:35:04,0  |
| 03    | Brigitte Albrecht     | Lax           | 1:35:15,2  |
| 04    | Nadja Scaruffi        | Schuls        | 1:35:05,1  |
| 05    | Selina Bischoff       | SC Rätia Chur | 1:36:16,8  |
| 06    | Natascia Leonardi     | Airolo        | 1:38:23,1  |
| 07    | Doris Kunz            | Gibswil       | 1:39:40,8  |
| 08    | Susanne Bösch         | SC Horw       | 1:41:28,6  |
| 09    | Beatrice Grünenfelder | Domat-Ems     | 1:44:08,9  |
| 010   | Brigitte Dänzer       | SC Adelboden  | 1:45:34,3  |

Datum: Samstag, 1. April 1995 im Sörenberg

Honegger gewann vor Christine Mettler und Brigitte Albrecht und holte damit ihren 16. Einzeltitel.

### 3 × 5 km Staffel
| Platz | Namen                                            | Verein            | Zeit (min) |
| ----- | ------------------------------------------------ | ----------------- | ---------- |
| 01    | Doris Kunz Cornelia Porrini Sylvia Honegger      | SC Am Bachtel     | 55:25,9    |
| 02    | Nadja Scaruffi Jasmin Baumann Saskia Bösch       | SC Davos          | 55:37,5    |
| 03    | Corinne Rebetez Simone Mettler Beatrice Wasescha | Alpina St. Moritz | 56:36,6    |

Datum: Sonntag, 26. Februar 1995 im Sörenberg

Es waren neun Staffeln am Start.